# Carlo Nola
Carlo Nola (Pavia, 23 gennaio 1960) è un politico italiano.

## Biografia
Avvocato, giornalista e docente di scuola media superiore, sin da giovanissimo si appassiona alla politica, iscrivendosi al Fronte della gioventù, l'organizzazione giovanile del Movimento Sociale Italiano, anche se si è sempre dichiarato moderato, facendo la gavetta, organizzando banchetti e attaccando manifesti, fino ad arrivare alla presidenza provinciale del partito.
Nel 1993 viene eletto consigliere al comune di Pavia, dove rimane 14 anni. Nel 1995 approda al consiglio regionale della Lombardia come consigliere. Nel 1996 diventa assessore ai trasporti, Polizia Provinciale e Sport alla provincia di Pavia.
Alle elezioni politiche del 2006 è candidato alla Camera nelle file di Alleanza Nazionale senza essere eletto. Quello stesso anno diventa Consigliere della provincia di Pavia. Dal 2007 è presidente provinciale pavese di Alleanza Nazionale.
Nel 2008 è eletto alla Camera dei Deputati col Popolo delle Libertà, nella circoscrizione Lombardia 3, subentrando a Gianfranco Fini (optante per altra circoscrizione); viene poi nominato vice coordinatore provinciale del PDL a Pavia. Nel 2011 lascia il gruppo del PDL alla volta di Popolo e Territorio, per ragioni di natura tecnica legate alle prerogative che i regolamenti parlamentari riservano ai gruppi. Il 22 dicembre 2011, dopo la caduta del Governo Berlusconi IV, venuta meno l'utilità del gruppo, torna nel PDL.
Il 4 marzo 2012 vince il primo congresso provinciale del PdL tenutosi al PalaRavizza a Pavia, sconfiggendo per 330 voti il rivale Marco Bellaviti, ma il 12 dicembre abbandona il PdL e aderisce a Fratelli d'Italia, il nuovo partito guidato da Ignazio La Russa e Giorgia Meloni.
Alle elezioni politiche del 2013 è nuovamente candidato alla Camera, nelle liste di Fratelli d'Italia, nella circoscrizione Lombardia 3 in seconda posizione, ma non viene rieletto.